# Тано (река)
Та́но (англ. Tano River, Tanoé River) — река в западной Гане и Кот-д’Ивуаре, в Западной Африке. Исток находится близ города Течиман в области Боно-Ист, течёт на юг 400 км и впадает в Гвинейский залив Атлантического океана, в лагуну Аби (Эхи) в Кот-д’Ивуаре. В низовьях по руслу проходит граница Ганы и Кот-д’Ивуара. Река судоходна от устья на протяжении примерно 95 км до Таносо, где дальнейший путь преграждает водопад Сутре (Sutre Falls). Тано и параллельная Анкобра осушают западную часть мелкого бассейна, расположенного к юго-западу от плато Кваху, главного водораздела Ганы. Бассейн Анкобра-Тано — важная область добычи полезных ископаемых (золота, бокситов), древесины, копры, пальмового масла и каучука.